# Elbursia stocki
Elbursia stocki är en fjärilsart som beskrevs av Hans Georg Amsel 1950. Elbursia stocki ingår i släktet Elbursia och familjen Crambidae. Inga underarter finns listade i Catalogue of Life.